# Viola adenothrix
Viola adenothrix Hayata – gatunek roślin z rodziny fiołkowatych (Violaceae). Występuje naturalnie na Tajwanie. 

## Morfologia
PokrójBylina dorastająca do 25 cm wysokości, tworząca kłącza.
LiścieBlaszka liściowa ma kształt od eliptycznego do eliptycznie owalnego. Mierzy 1–5 cm długości oraz 1–4 cm szerokości, jest karbowana na brzegu, ma sercowatą nasadę i ostry wierzchołek. Przylistki są od owalnych do lancetowatych i osiągają 3–16 mm długości. Ogonek liściowy jest nagi i ma 10–150 mm długości.
KwiatyPojedyncze, wyrastające z kątów pędów. Mają działki kielicha o lancetowatym kształcie i dorastające do 3–7 mm długości. Płatki są odwrotnie jajowate lub lancetowate i mają białą lub purpurową barwę, płatek przedni jest odwrotnie jajowaty, wyposażony w obłą ostrogę o długości 1-2 mm.
OwoceTorebki mierzące 6-9 mm długości, o elipsoidalnym kształcie.

## Biologia i ekologia
Rośnie na łąkach, na wysokości od 2000 do 3800 m n.p.m.

## Zmienność
W obrębie tego gatunku oprócz podgatunku nominatywnego wyróżniono dwa podgatunki oraz jedną odmianę:
- V. adenothrix var. tsugitakaensis (Masam.) J.C.Wang & T.C.Huang